# Ostwald
Pour les articles homonymes, voir Ostwald (homonymie).
Ostwald (prononcé [ɔstvald] ) est une commune française située dans la proche banlieue de Strasbourg, dans la circonscription administrative du Bas-Rhin et, depuis le 1er janvier 2021, dans le territoire de la Collectivité européenne d'Alsace, en région Grand Est. Elle fait partie des communes de l’eurométropole de Strasbourg.
Elle est à 5 km de Strasbourg (chef-lieu). Les habitants s'appellent les Ostwaldois.

## Géographie

### Localisation
Ostwald se situe en France, sur la rive gauche de l'Ill, dans sa plaine d'inondation, d'où un sol très léger et graveleux.

### Sismicité
Commune située dans une zone 3 de sismicité modérée.

### Hydrographie

#### Réseau hydrographique
La commune est dans le bassin versant du Rhin au sein du bassin Rhin-Meuse. Elle est drainée par l'Ill, le ruisseau de la Ballastière et le ruisseau d'Ostwald ,,.
Le nom de la commune vient de celui d'un saint, Oswald, auquel était consacrée une source réputée miraculeuse qui coulait à l'orée de la forêt Nachtweid.
L'Ill, d'une longueur de 217 km, prend sa source dans la commune de Winkel et se jette  dans le Grand Canal d'Alsace à Offendorf, après avoir traversé 68 communes. Les caractéristiques hydrologiques de l'Ill sont données par la station hydrologique située sur la commune de Fegersheim. Le débit moyen mensuel est de 41,5 m3/s. Le débit moyen journalier maximum est de 62 m3/s, atteint lors de la crue du 1er juin 2013. Le débit instantané maximal est quant à lui de 66,7 m3/s, atteint le 30 juillet 2014.

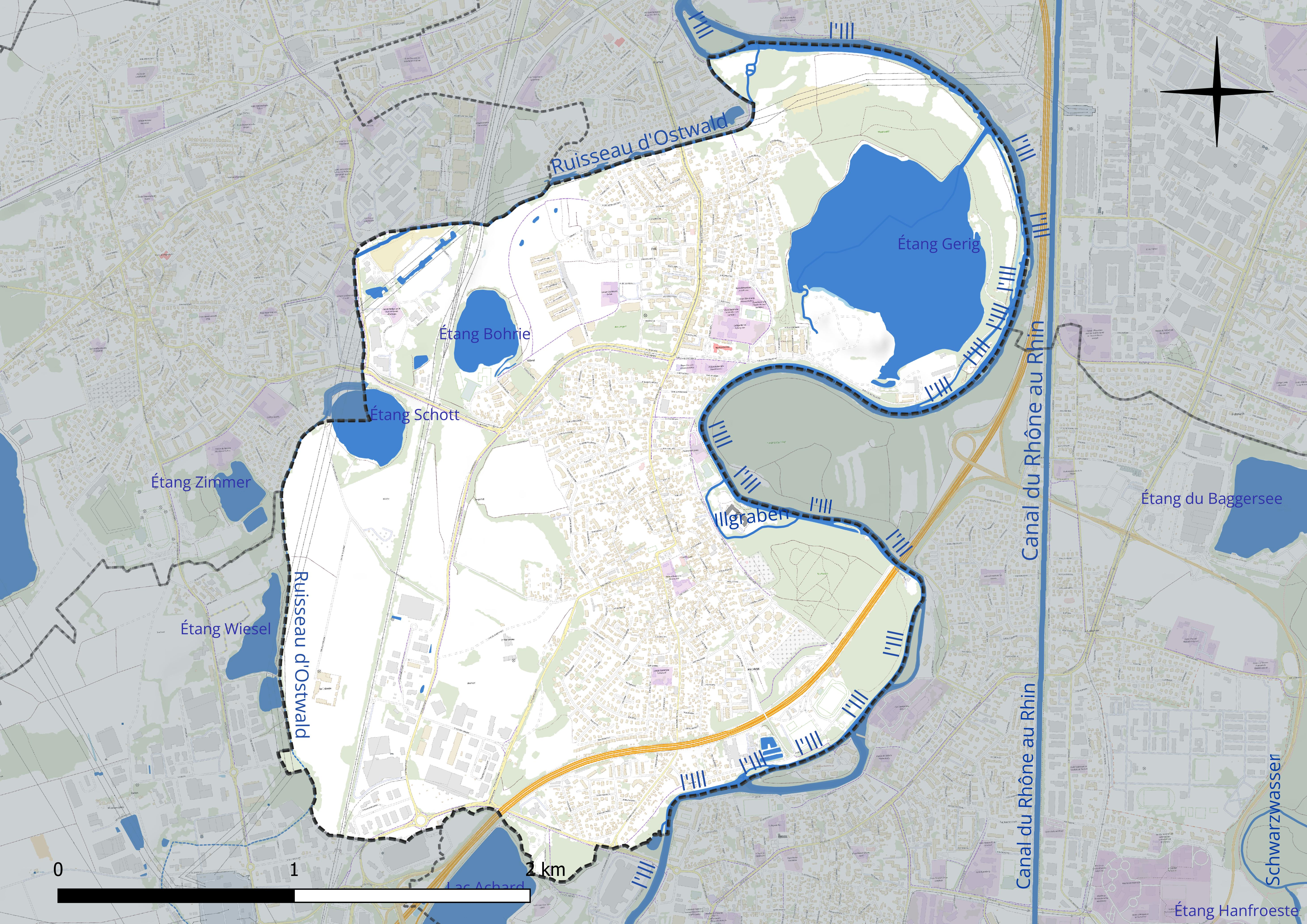
Réseau hydrographique d'Ostwald.

Trois plans d'eau complètent le réseau hydrographique : l'étang Bohrie (7,1 ha), l'étang Gerig (50,7 ha) et l'étang Schott, d'une superficie totale de 7,7 ha (6,1 ha sur la commune),.

#### Gestion et qualité des eaux
Le territoire communal est couvert par le schéma d'aménagement et de gestion des eaux (SAGE) « Ill Nappe Rhin ». Ce document de planification concerne la nappe phréatique rhénane, les cours d'eau de la plaine d'Alsace et du piémont oriental du Sundgau, les canaux situés entre l'Ill et le Rhin et les zones humides de la plaine d'Alsace. Le périmètre s’étend sur 3 596 km2. Il a été approuvé le 17 janvier 2005. La structure porteuse de l'élaboration et de la mise en œuvre est la région Grand Est. 
La qualité des cours d’eau peut être consultée sur un site dédié géré par les agences de l’eau et l’Agence française pour la biodiversité.

### Climat
Pour des articles plus généraux, voir Climat du Grand Est et Climat du Bas-Rhin.
En 2010, le climat de la commune est de type climat des marges montargnardes, selon une étude du Centre national de la recherche scientifique s'appuyant sur une série de données couvrant la période 1971-2000. En 2020, Météo-France publie une typologie des climats de la France métropolitaine dans laquelle la commune est exposée à un climat semi-continental et est dans la région climatique  Alsace, caractérisée par une pluviométrie faible, particulièrement en automne et en hiver, un été chaud et bien ensoleillé, une humidité de l’air basse au printemps et en été, des vents faibles et des brouillards fréquents en automne (25 à 30 jours). 
Pour la période 1971-2000, la température annuelle moyenne est de 10,7 °C, avec une amplitude thermique annuelle de 17,8 °C. Le cumul annuel moyen de précipitations est de 624 mm, avec 8,5 jours de précipitations en janvier et 9,8 jours en juillet. Pour la période 1991-2020, la température moyenne annuelle observée sur la station météorologique de Météo-France la plus proche, « Strasbourg-Entzheim », sur la commune d'Entzheim à 6 km à vol d'oiseau, est de 11,4 °C et le cumul annuel moyen de précipitations est de 635,7 mm. 
La température maximale relevée sur cette station est de 38,9 °C, atteinte le 25 juillet 2019 ; la température minimale est de −23,6 °C, atteinte le 23 janvier 1942,,. 
| Mois                                  | jan.             | fév.             | mars             | avril           | mai             | juin           | jui.           | août           | sep.            | oct.            | nov.             | déc.             | année      |
| ------------------------------------- | ---------------- | ---------------- | ---------------- | --------------- | --------------- | -------------- | -------------- | -------------- | --------------- | --------------- | ---------------- | ---------------- | ---------- |
| Température minimale moyenne (°C)     | −0,2             | 0                | 2,6              | 5,7             | 10,1            | 13,4           | 14,9           | 14,5           | 10,7            | 7,2             | 3,3              | 0,8              | 6,9        |
| Température moyenne (°C)              | 2,5              | 3,6              | 7,4              | 11,3            | 15,5            | 18,9           | 20,6           | 20,3           | 16,1            | 11,5            | 6,3              | 3,3              | 11,4       |
| Température maximale moyenne (°C)     | 5,2              | 7,3              | 12,1             | 17              | 20,9            | 24,4           | 26,4           | 26,1           | 21,6            | 15,8            | 9,4              | 5,9              | 16         |
| Record de froid (°C) date du record   | −23,6 23.01.1942 | −22,3 15.02.1929 | −16,7 04.03.1965 | −5,6 21.04.1938 | −2,4 11.05.1953 | 1,1 02.06.1936 | 4,9 07.07.1961 | 4,8 30.08.1998 | −1,3 27.09.1943 | −7,6 31.10.1950 | −10,8 30.11.1973 | −23,4 23.12.1938 | −23,6 1942 |
| Record de chaleur (°C) date du record | 17,5 10.01.1991  | 21,1 25.02.21    | 26,3 31.03.21    | 30 22.04.18     | 34,6 20.05.22   | 38,8 30.06.19  | 38,9 25.07.19  | 38,7 07.08.15  | 33,4 11.09.23   | 31 13.10.23     | 22,1 18.11.1926  | 18,6 31.12.22    | 38,9 2019  |
| Ensoleillement (h)                    | 555              | 858              | 1 464            | 1 869           | 2 091           | 2 264          | 2 397          | 2 242          | 1 735           | 1 004           | 552              | 442              | 17 473     |
| Précipitations (mm)                   | 35,4             | 34,1             | 38,6             | 41,8            | 77,2            | 68,5           | 71,9           | 61,3           | 54,6            | 59,5            | 47,6             | 45,2             | 635,7      |

| Diagramme climatique                                  |          |             |           |              |              |              |              |              |             |            |            |
| J                                                     | F        | M           | A         | M            | J            | J            | A            | S            | O           | N          | D          |
| 5,2−0,235,4                                           | 7,3034,1 | 12,12,638,6 | 175,741,8 | 20,910,177,2 | 24,413,468,5 | 26,414,971,9 | 26,114,561,3 | 21,610,754,6 | 15,87,259,5 | 9,43,347,6 | 5,90,845,2 |
| Moyennes : • Temp. maxi et mini °C • Précipitation mm |          |             |           |              |              |              |              |              |             |            |            |

Les paramètres climatiques de la commune ont été estimés pour le milieu du siècle (2041-2070) selon différents scénarios d'émission de gaz à effet de serre à partir des nouvelles projections climatiques de référence DRIAS-2020. Ils sont consultables sur un site dédié publié par Météo-France en novembre 2022.

### Voies de communications et transports

#### Voies routières
À vingt minutes du centre de Strasbourg, de la gare, de l’aéroport d’Entzheim et de l’Allemagne, Ostwald bénéficie d’une situation géographique privilégiée, au sud de la communauté urbaine de Strasbourg. 
La ville est traversée par l’autoroute A35 qui permet aux Ostwaldois un accès direct vers le sud et l’ouest du département (Molsheim, Obernai, Sélestat).
| Lingolsheim  |         | Strasbourg             |
|              | Ostwald |                        |
| Geispolsheim |         | Illkirch-Graffenstaden |

### Intercommunalité
Commune membre de l'Eurométropole de Strasbourg.

## Urbanisme

### Typologie
Au 1er janvier 2024, Ostwald est catégorisée grand centre urbain, selon la nouvelle grille communale de densité à sept niveaux définie par l'Insee en 2022.
Elle appartient à l'unité urbaine de Strasbourg (partie française), une agglomération internationale regroupant 23  communes, dont elle est une commune de la banlieue,,. Par ailleurs la commune fait partie de l'aire d'attraction de Strasbourg (partie française), dont elle est une commune du pôle principal,. Cette aire, qui regroupe 268 communes, est catégorisée dans les aires de 700 000 habitants ou plus (hors Paris),.

### Occupation des sols
L'occupation des sols de la commune, telle qu'elle ressort de la base de données européenne d’occupation biophysique des sols Corine Land Cover (CLC), est marquée par l'importance des territoires artificialisés (54,6 % en 2018), en augmentation par rapport à 1990 (45,1 %). La répartition détaillée en 2018 est la suivante :  zones urbanisées (39,9 %), terres arables (18,6 %), forêts (14,8 %), eaux continentales (7,4 %), mines, décharges et chantiers (7,2 %), zones industrielles ou commerciales et réseaux de communication (6,9 %), milieux à végétation arbustive et/ou herbacée (4,7 %), espaces verts artificialisés, non agricoles (0,5 %). L'évolution de l’occupation des sols de la commune et de ses infrastructures peut être observée sur les différentes représentations cartographiques du territoire : la carte de Cassini (XVIIIe siècle), la carte d'état-major (1820-1866) et les cartes ou photos aériennes de l'IGN pour la période actuelle (1950 à aujourd'hui).

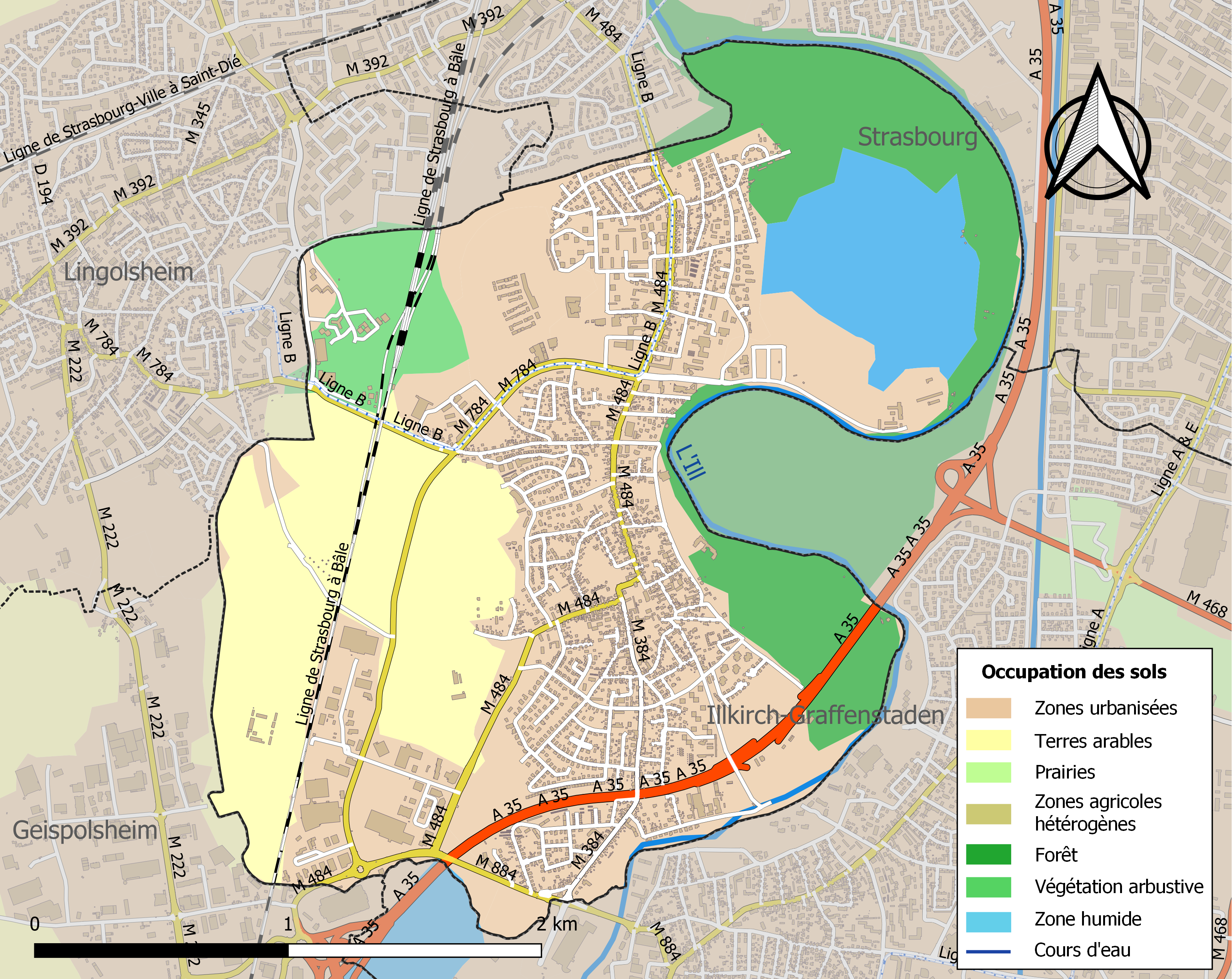
Carte des infrastructures et de l'occupation des sols de la commune en 2018 (CLC).

## Toponymie
« Forêt de l'Est »
Ost : Est ;
Wald : Forêt.

## Histoire
Ostwald, autrefois nommée Wickersheim ou Illwickersheim, s'est développée petit à petit à partir d'un village au bord de l'Ill.

### Les premières traces
Des découvertes archéologiques laissent penser qu'un habitat humain existait sur le site au temps des Celtes. Les premières traces écrites remontent à 884 dans une charte de l'empereur d'Occident Charles III le Gros, à propos d'un village du nom de Wickersheim.

### Le Moyen Âge et la Réforme
Comme tout l'Est de l'ancienne Gaule, Wickersheim fera longtemps partie du Saint-Empire romain germanique. À l'époque de l'empereur Frédéric Ier Barberousse (1122-1190), le village appartient à la famille des Hohenstaufen qui érigent un puissant château fort le long de l'Ill. En 1285, le village est alors vendu par Rodolphe de Habsbourg à la famille Claus Zorn de Strasbourg.
Le nom du village est alors devenu Illwickersheim, mais le nom de Sankt Ostwald (du nom de la paroisse qui célèbre ce saint) apparaît parfois.
Le XIVe siècle est difficile : la peste noire frappe en 1348, des armées de mercenaires déciment la population en 1365 et 1376.
En 1418 a lieu l'engagement par lequel la ville de Strasbourg devient propriétaire d'Illwickersheim, Graffenstaden et Illkirch. Puis ce sont à nouveau plusieurs séries d'événements qui se succèdent avec jusqu'au XVIIe siècle une évolution du village aux portes de Strasbourg qui subit crises et misères.
Après le rattachement de Strasbourg à la France signé à Illkirch en 1681, le village connaît une période de paix et de prospérité. La terre est à nouveau travaillée avec l'introduction de la pomme de terre et de la culture du chanvre, le cheptel est amélioré et le village s'étend. Entre-temps, en hommage à un roi-saint anglo-saxon dénommé Oswald, le village a changé de nom certainement sous l'influence de missionnaires irlandais.

### L'indépendance aux temps modernes
Pendant la Révolution française, le village change une dernière fois de nom et devient Ostwald. Il va alors fortement se développer au XIXe siècle. La commune acquiert alors son indépendance, l'agriculture y est florissante. Il y a 657 habitants en 1806 et 1290 en 1895. L'industrialisation fait aussi son apparition, notamment avec les ouvriers travaillant à Illkirch à la Société alsacienne de construction mécanique (SACM) ; mais c'est aussi l'époque de la Colonie agricole, pénitencier pour mineurs.
En 1912, la gravière Gérig est exploitée et crée aussi de nombreux emplois, la commune s'équipe et se développe. Malheureusement la Seconde Guerre mondiale va décimer la commune, notamment lors du bombardement du 25 septembre 1944.

### L'après-guerre
L'après-guerre est synonyme à Ostwald de reconstruction. Les premiers logements sociaux apparaissent dès 1954 grâce à la Société de construction d'Ostwald (SCO), les maisons individuelles se multiplient, on compte près de 3 200 habitants en 1946.
Tout au long des années 1960, la commune s'étend et multiplie les infrastructures, le logement continue à évoluer et au début des années 1970, le quartier du Wihrel apparaît. Après la nouvelle mairie inaugurée au début des années 1950, ce sont de nouveaux équipements qui vont voir le jour de 1950 à nos jours : de nouvelles écoles, notamment le secteur Feil et l'école du Schloessel, mais aussi les crèches et halte-garderie au début des années 1980, et le collège Martin-Schongauer en 1976. Tout cela répond à des besoins que génère une population qui croît rapidement : de 3 584 habitants en 1954, on passe à 9 900 en 1982 et 10 820 en 1999.
De ce fait sont également renforcées les infrastructures sportives et culturelles avec le Centre sportif et de loisirs dans les années 1970, mais aussi la zone omnisports, le parcours de santé, les installations de tennis...
Enfin dans les années 1980, la commune se voit dotée d'une zone d'activités (« la Vigie ») qui compte aujourd'hui plus de quarante sociétés et en 1984 le Parc Club des Tanneries s'étend sur Ostwald. Le commerce intra-muros souffre de l'essor des grandes surfaces mais il y a actuellement près de 180 commerces, sociétés, artisans dans la ville.
Au niveau jeunesse rappelons au début des années 1990, l'ouverture du Point d'Eau et la création du Centre de loisirs municipal, qui offrent de nombreuses activités aux jeunes et aux enfants. Le Point d'Eau devient un lieu de spectacle de 160 à 300 places.
Enfin il y a la caractéristique d'un fort tissu associatif, sportif et culturel, avec une cinquantaine d'associations, dont une grande partie est fédérée autour d'Ostwald d'animation, et l'École municipale de musique.

### Héraldique
| Blason de Ostwald | Blason  | D'azur aux trois fers de pique d'or. |
| Blason de Ostwald | Détails |                                      |

## Associations et clubs sportifs
- Badminton Club d'Oswald fondé en 1981
- Club de Taekwondo d'Ostwald
- Basket-ball Club d'Ostwald
- Club de boxe française d'Ostwald
- Club de natation d'Ostwald
- Football Club Ostwald, fondé en 1948
- Tennis Club du Parc d'Ostwald
- Tennis de table Club d'Ostwald
- OPALE (Ostwald Protection et Amélioration de L'Environnement)
- Volley-ball Ostwald fondé en 1987
- Twirling Club d'Ostwald
- Karaté Club d'Ostwald

## Transports en commun
- Transports en Alsace.
- Fluo Grand Est.

La ville d'Ostwald est desservie par la ligne B du tramway et les lignes de bus 13, 57 et 62 de la Compagnie des transports strasbourgeois.
Depuis le 30 janvier 2008, Ostwald dispose de trois stations de la ligne B du tramway de Strasbourg (du nord au sud) : Wihrel, Ostwald Hôtel de ville et Bohrie (depuis le 26 mai 2008).
La ligne 13 traverse verticalement la ville marquant huit arrêts aux stations (du nord au sud) : Wihrel, Ostwald Hôtel de ville, Vernois Mangold, Ostwald Église, Ostwald Bellevue, Bâle, Pigeons et 23 novembre.
Les lignes 57 et 62 longent horizontalement la limite sud de la ville et marquent deux arrêts aux stations (d'ouest en est) : La Vigie et 23 novembre.

## Politique et administration

### Budget et fiscalité 2021
En 2021, le budget de la commune était constitué ainsi :
- total des produits de fonctionnement : 11 640 000 €, soit 916 € par habitant ;
- total des charges de fonctionnement : 9 760 000 €, soit 768 € par habitant ;
- total des ressources d'investissement : 3 507 000 €, soit 276 € par habitant ;
- total des emplois d'investissement : 2 514 000 €, soit 198 € par habitant ;
- endettement : 7 016 000 €, soit 552 € par habitant.

Avec les taux de fiscalité suivants :
- taxe d'habitation : 17,33 % ;
- taxe foncière sur les propriétés bâties : 31,87 % ;
- taxe foncière sur les propriétés non bâties : 62,02 % ;
- taxe additionnelle à la taxe foncière sur les propriétés non bâties : 0,00 % ;
- cotisation foncière des entreprises : 0,00 %.

Chiffres clés Revenus et pauvreté des ménages en 2020 : médiane en 2020 du revenu disponible, par unité de consommation : 21 380 €.

## Économie

### Entreprises et commerces

#### Agriculture
- Culture et élevage associés.
- Culture de céréales, de légumineuses et de graines oléagineuses.
- Sylviculture et autres activités forestières.
- Culture de la vigne.
- Culture de fruits à pépins et à noyau.

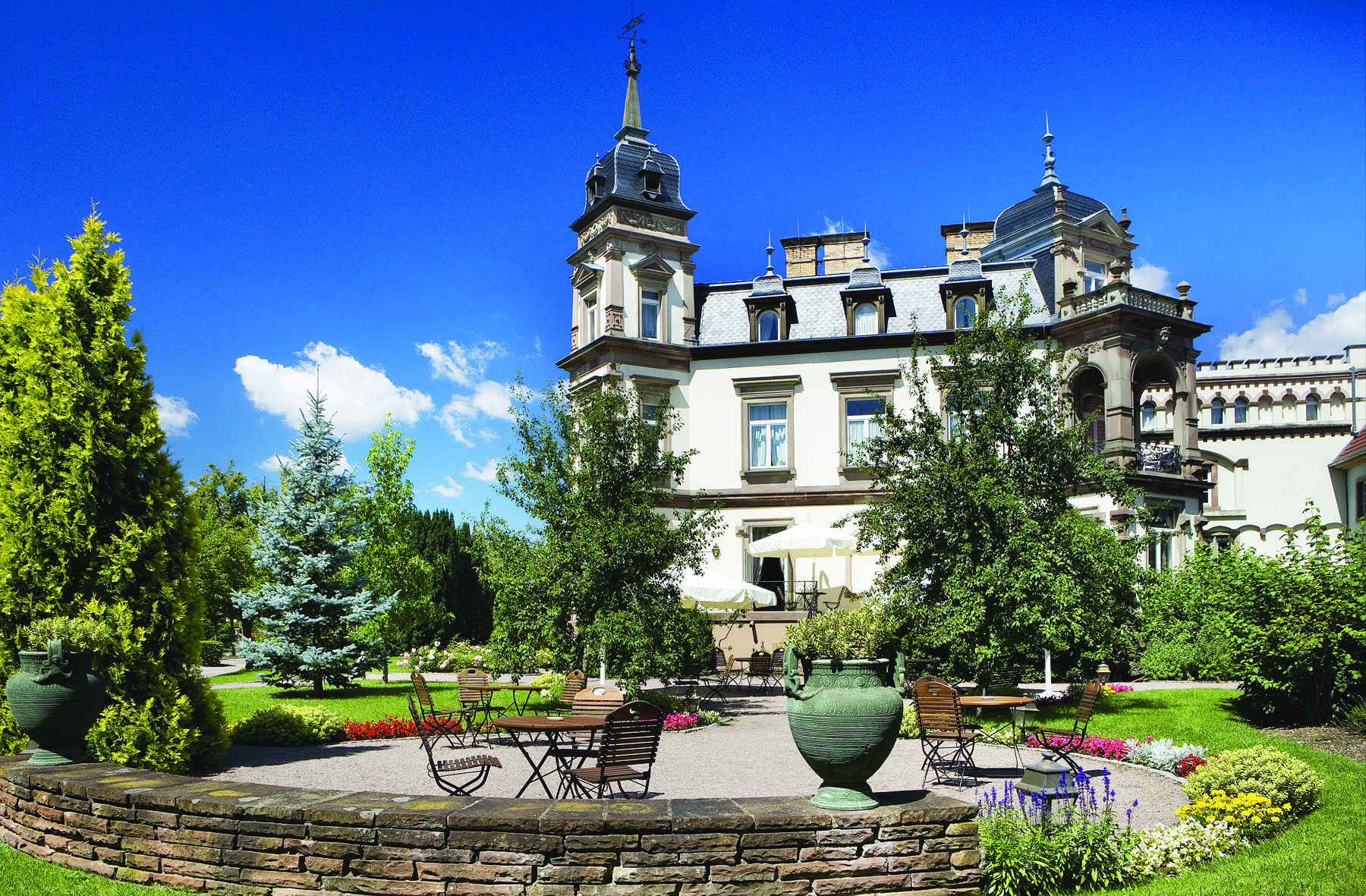
Château de l'Ile.

- Élevage de chevaux et d'autres équidés.
- Élevage d'autres animaux.

#### Tourisme
- Hôtellerie et restauration.

Le château de l'Ile, hôtel et restaurant.
- Gîtes de France.

#### Commerces
- Commerces et services de proximité.
- La multinationale mexicaine de matériaux de construction, Cemex, y possède une unité de béton prêt à l'emploi.

## Population et société

### Démographie

#### Pyramide des âges
L'évolution du nombre d'habitants est connue à travers les recensements de la population effectués dans la commune depuis 1793. Pour les communes de plus de 10 000 habitants les recensements ont lieu chaque année à la suite d'une enquête par sondage auprès d'un échantillon d'adresses représentant 8 % de leurs logements, contrairement aux autres communes qui ont un recensement réel tous les cinq ans,.

En 2022, la commune comptait 13 492 habitants, en évolution de +6,12 % par rapport à 2016 (Bas-Rhin : +3,17 %, France hors Mayotte : +2,11 %).
| 1793 | 1800 | 1806 | 1821 | 1831 | 1836 | 1841 | 1846 | 1851  |
| ---- | ---- | ---- | ---- | ---- | ---- | ---- | ---- | ----- |
| 584  | 631  | 657  | 705  | 778  | 831  | 834  | 960  | 1 053 |

| 1856 | 1861 | 1866  | 1871  | 1875  | 1880  | 1885  | 1890  | 1895  |
| ---- | ---- | ----- | ----- | ----- | ----- | ----- | ----- | ----- |
| 913  | 931  | 1 048 | 1 415 | 1 183 | 1 184 | 1 191 | 1 258 | 1 290 |

| 1900  | 1905  | 1910  | 1921  | 1926  | 1931  | 1936  | 1946  | 1954  |
| ----- | ----- | ----- | ----- | ----- | ----- | ----- | ----- | ----- |
| 1 413 | 1 575 | 1 674 | 1 557 | 1 895 | 2 637 | 3 038 | 3 155 | 3 584 |

| 1962  | 1968  | 1975  | 1982  | 1990   | 1999   | 2006   | 2011   | 2016   |
| ----- | ----- | ----- | ----- | ------ | ------ | ------ | ------ | ------ |
| 4 810 | 5 717 | 8 688 | 9 876 | 10 197 | 10 761 | 10 666 | 11 527 | 12 714 |

| 2021   | 2022   | - | - | - | - | - | - | - |
| ------ | ------ | - | - | - | - | - | - | - |
| 13 310 | 13 492 | - | - | - | - | - | - | - |

### Enseignement
Établissements d'enseignements :
- écoles maternelles et primaires ;
- collèges à Ostwald, Lingolsheim, Illkirch-Graffenstaden, Strasbourg ;
- lycées Illkirch-Graffenstaden.

### Santé
Professionnels et établissements de santé :
- médecins à Ostwald, Illkirch-Graffenstaden ;
- pharmacies à Ostwald, Illkirch-Graffenstaden ;
- hôpitaux à Illkirch-Graffenstaden, Lingolsheim, Strasbourg ;
- hôpitaux universitaires de Strasbourg.

### Cultes
- Culte catholique, Communauté de paroisses Ostwald (St Oswald à Ostwald)[42], Diocèse de Strasbourg.
- Culte protestant, Paroisse d’Ostwald[43], UÉPAL.

## Lieux et monuments

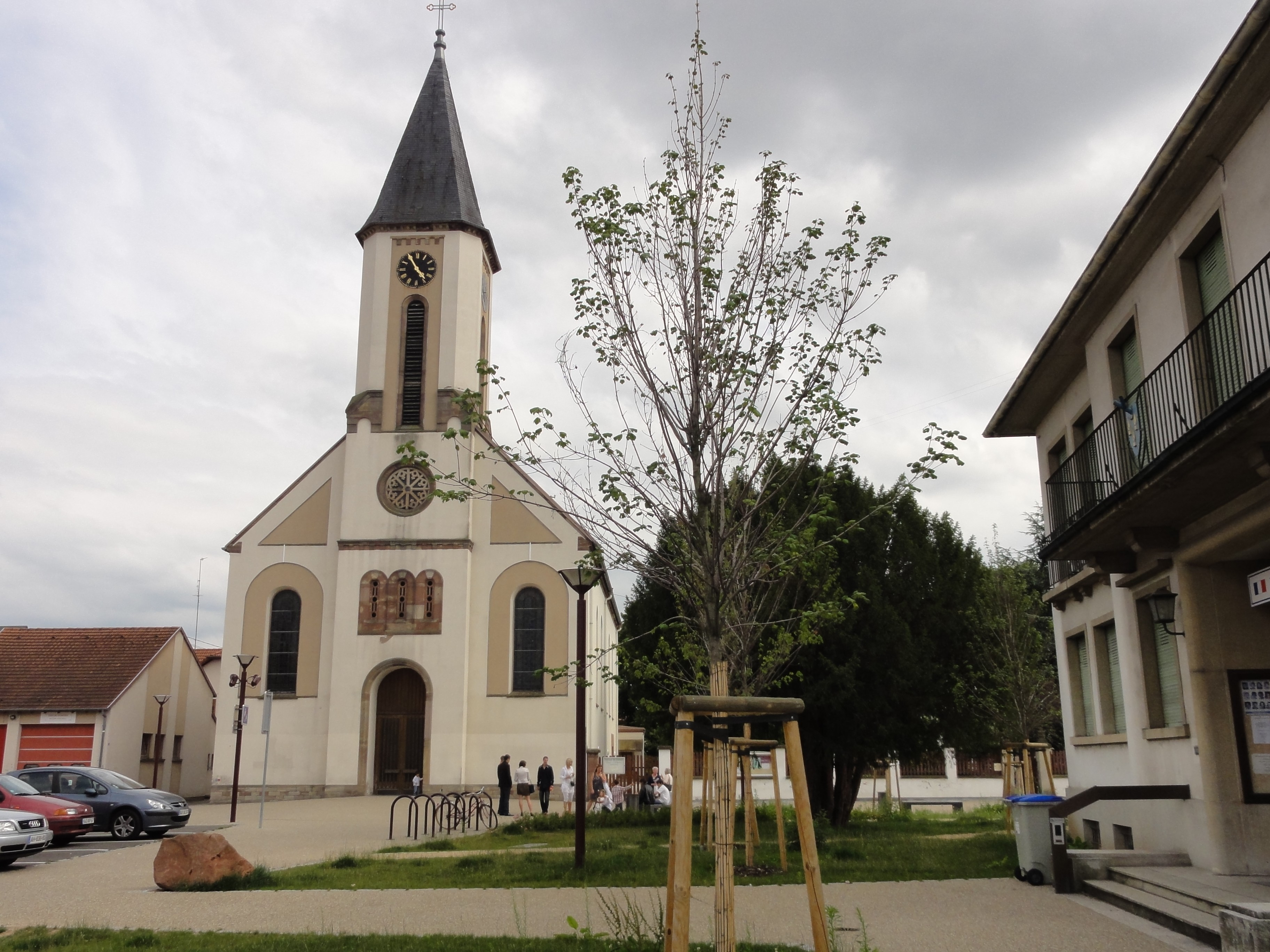
L'église paroissiale.
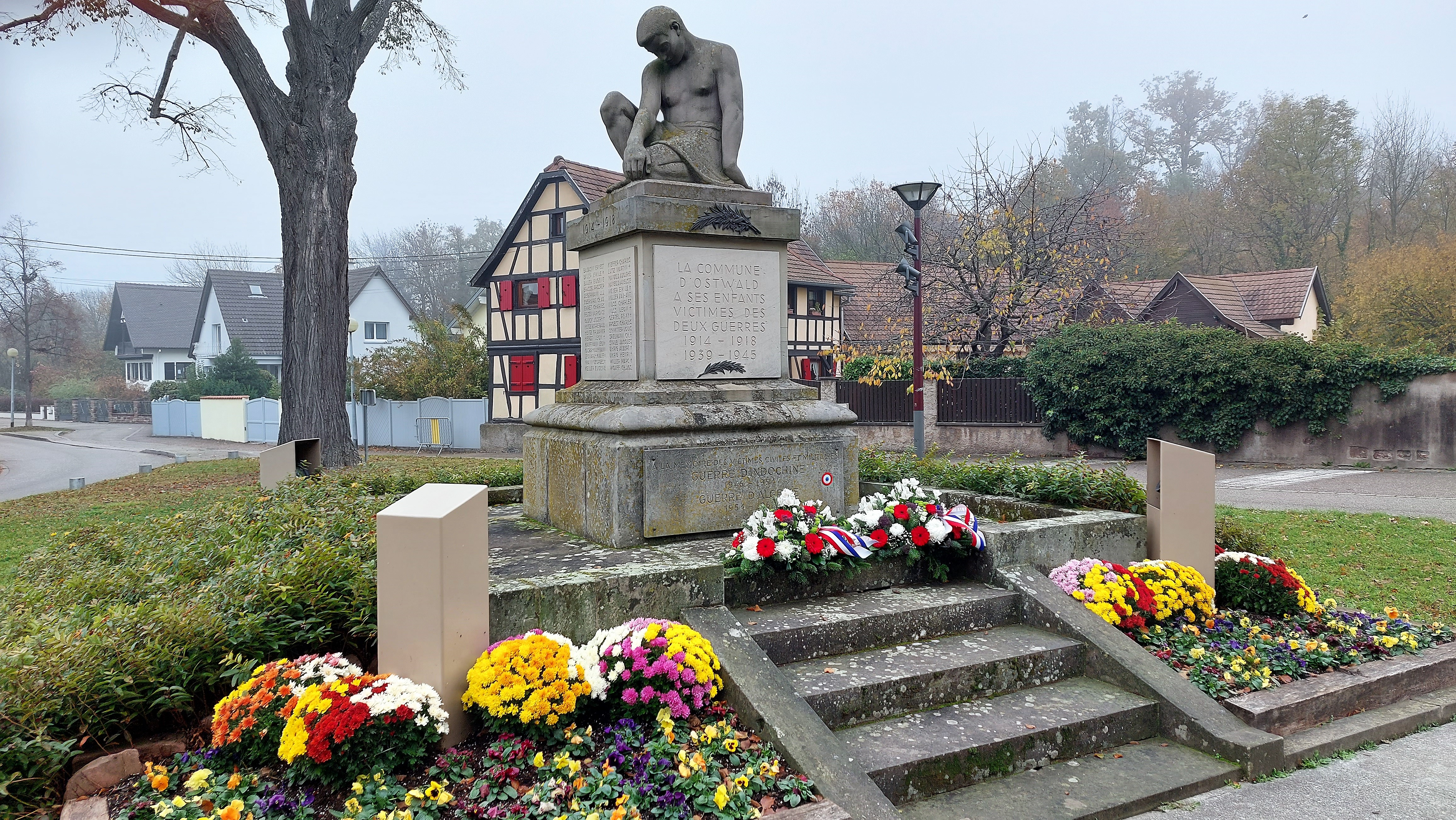
Monument aux morts Guerres 1914-1918 et 1939-1945.
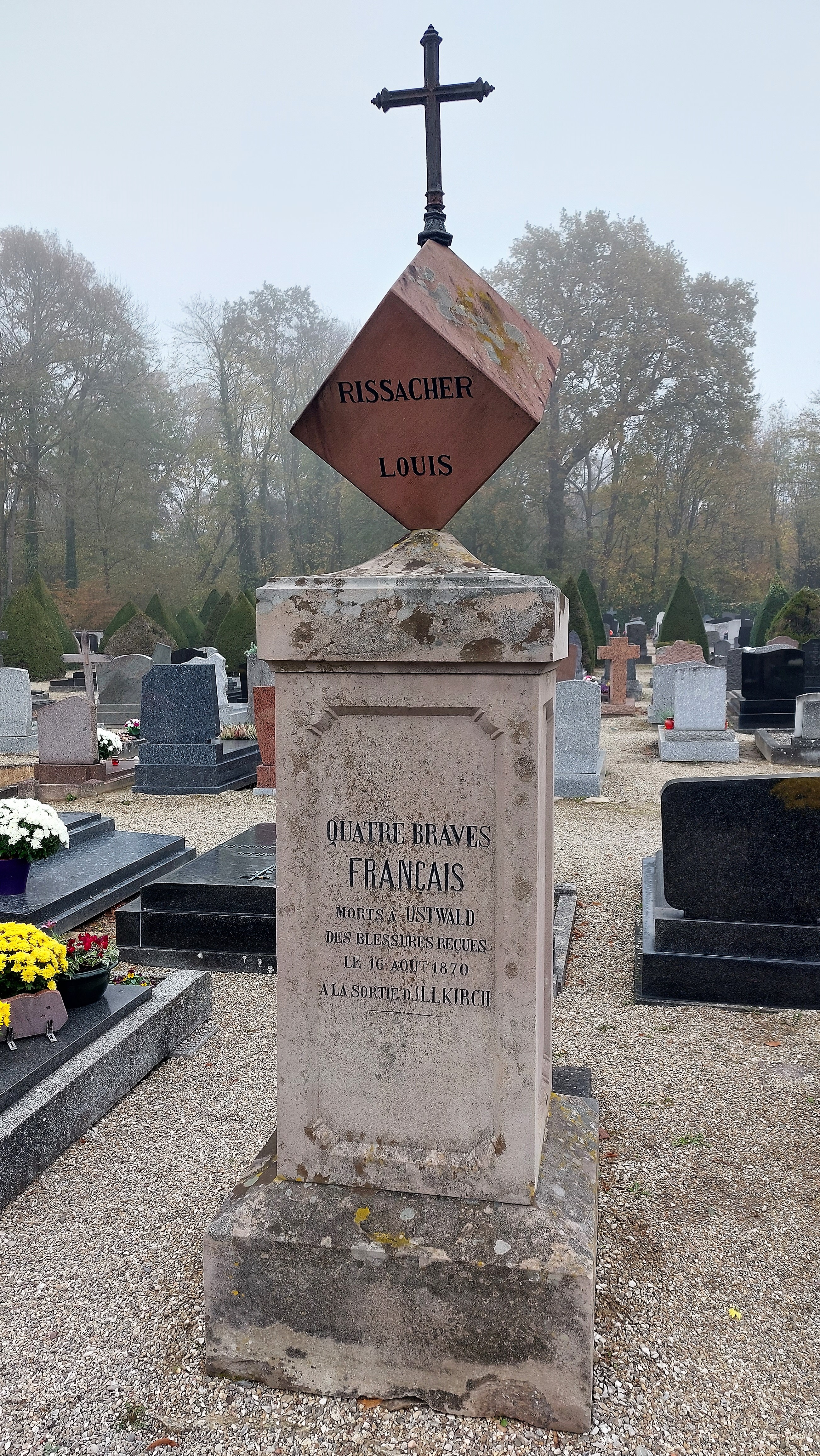
Mémorial français de la Guerre franco-allemande de 1870.
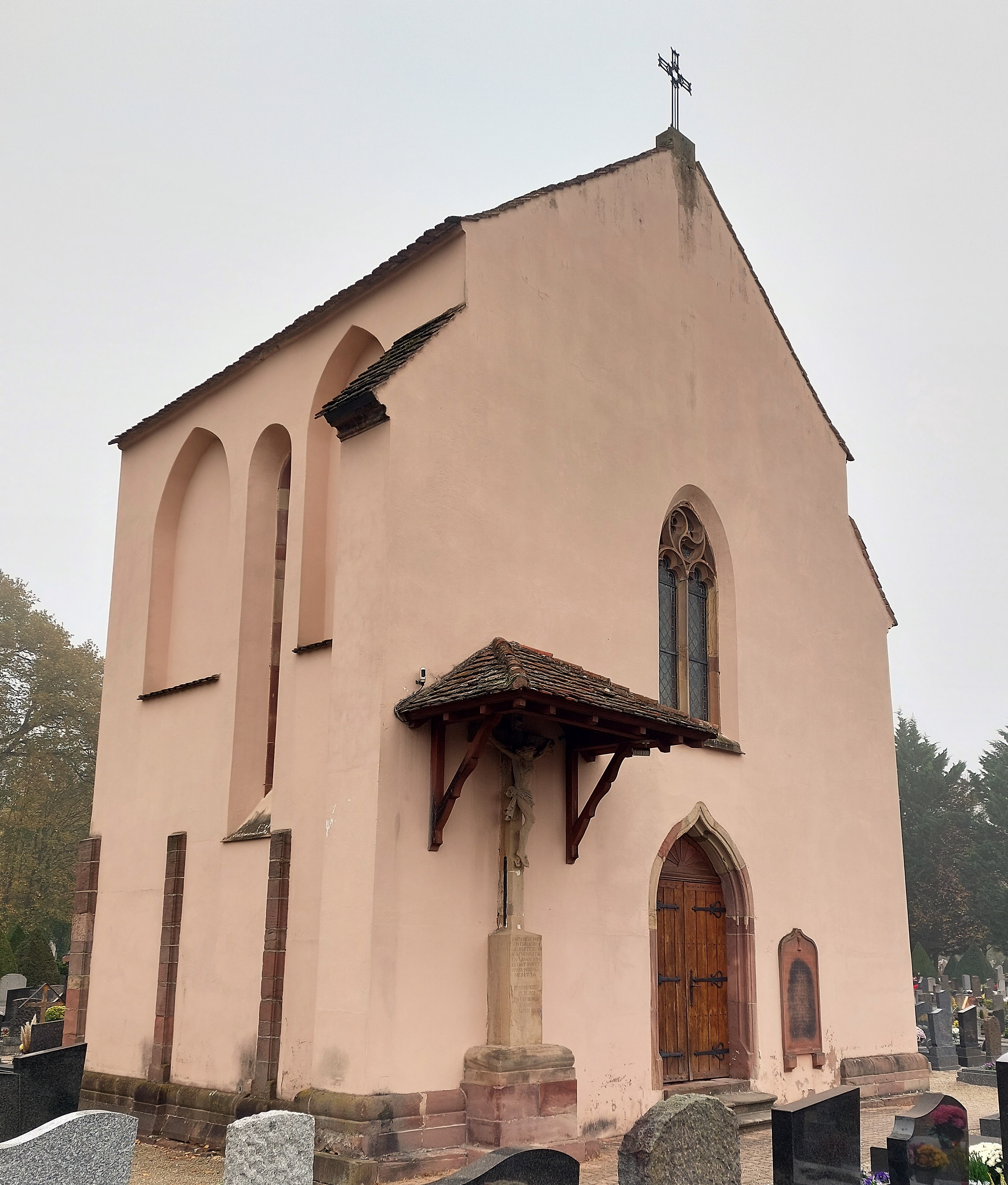
Chapelle du cimetière.

- Château quai Heydt[44].
- Église paroissiale Saint-Oswald[45].

Orgue.
Groupe sculpté Vierge de Pitié.
Chaire à prêcher.
Verrière figurée décorative saint Osvald
- Monument aux morts[50].
- Mémorial français de la guerre franco-prussienne de 1870/71.
- Colonne monumentale[51].
- Croix de cimetière[52].
- Chapelle du cimetière[53].
- Calvaire[54]
- Croix de chemin[55].
- Puits[56].

## Personnalités liées à la commune
- François-Xavier Durrwell (1912-2005) : théologien catholique ; a passé la fin de sa vie dans la commune.